# Brekinja
Brekinja je naselje v občini Kozarska Dubica, Bosna in Hercegovina. 

## Deli naselja
Brekinja, Bukve, Kućište, Pekovci, Rebrovac, Tatarovac in Žujića Brdo. 

## Prebivalstvo
| Pregled števila prebivalcev po letih | Pregled števila prebivalcev po letih | Pregled števila prebivalcev po letih | Pregled števila prebivalcev po letih | Pregled števila prebivalcev po letih | Pregled števila prebivalcev po letih |
| ------------------------------------ | ------------------------------------ | ------------------------------------ | ------------------------------------ | ------------------------------------ | ------------------------------------ |
| 1948                                 | 1953                                 | 1961                                 | 1971                                 | 1981                                 | 1991                                 |
| -                                    | -                                    | -                                    | 358                                  | 351                                  | 316                                  |

| Narodna sestava prebivalstva po letih                                                                                       | Narodna sestava prebivalstva po letih                                                                                        | Narodna sestava prebivalstva po letih                                                                                      |
| --- | --- | --- |
| 1971 | 1981 | 1991 |
| . skupaj: 358 Srbi 339 (94,69 %) Hrvati 0 (0,00 %) Muslimani 0 (0,00 %) Jugoslovani 19 (5,30 %) drugi in neznano 0 (0,00 %) | . skupaj: 351 Srbi 294 (83,76 %) Hrvati 0 (0,00 %) Muslimani 0 (0,00 %) Jugoslovani 57 (16,23 %) drugi in neznano 0 (0,00 %) | . skupaj: 316 Srbi 308 (97,46 %) Hrvati 1 (0,31 %) Muslimani 0 (0,00 %) Jugoslovani 4 (1,26 %) drugi in neznano 3 (0,94 %) |